# Parafia Podwyższenia Krzyża Świętego w Gostyni
Parafia Podwyższenia Krzyża Świętego w Gostyni – należy do archidiecezji katowickiej i dekanatu Łaziska. Powstała 14 września 1981 roku przy kaplicy cmentarnej. W latach 90. została wybudowana nowa świątynia, którą poświęcił abp Damian Zimoń w 1997 roku.

## Historia
Parafia gostyńska powstała w dniu 1 sierpnia 1925 roku. Od samych początków Gostyni należała do parafii mikołowskiej, odległej o 10 km. od Gostyni. Tam też Gostyniacy uczęszczali na niedzielne nabożeństwa, tam odbywały się chrzty, śluby i pogrzeby. Wierny Bogu i Kościołowi lud chodził długą i uciążliwą drogą do Mikołowa. Obok domku mającego służyć za plebanię, w roku 1922 zbudowano murowaną kaplicę, której uroczyste poświęcenie wraz z cmentarzem odbyło się w niedzielę 27 sierpnia 1922 roku. Poświęcenia dokonał ks. dziekan Skowroński - proboszcz Mikołowski.
Kościół mieścił zaledwie 200 osób. Fundatorami była głównie rodzina Marii i Walentego Kurpas. Obecną plebanię budowano w latach 1924 - 1925. Kaplica pomyślana była jako tymczasowy Dom Boży, gdyż spodziewano się, że w najbliższym czasie zostanie zbudowany większy kościół. W roku 1927 poszerzono kaplicę. Nowy ołtarz artystycznie rzeźbiony przez Pawła Kaizera, zbudowano w roku 1934.
Kiedy w 1939 roku poświęcono nowy kościół pod wezwaniem Św. Apostołów Piotra i Pawła, duszpasterstwo było prowadzone przez proboszcza i wikarego, w obu kościołach równolegle. Rozległy teren parafii był m.in. powodem wydania dekretu przez
ks.bp.dr Herberta Bednorza (9 grudnia 1975 r.), który dokonał podziału parafii na dwa rejony duszpasterskie. Część wschodnią z kościołem Św. Apostołów Piotra i Pawła, oraz zachodnia z kościołem Podwyższenia Krzyża Świętego. Przy parafii Podwyższenia Krzyża Świętego, liczącej ok. 900 wiernych założono osobne księgi metrykalne od dnia 1 stycznia 1976r. W związku z tym powstały samodzielne duszpasterstwa przy obydwu kościołach, zaś proboszczowie stali się niezależnymi od siebie duszpasterzami.
W roku 1985 rozpoczęto starania o zezwolenie na budowę kaplicy cmentarnej, a potem budowę nowej świątyni. W 1989 r. otrzymano zgodę na wzniesienie nowego kościoła. 14 września 1992r. ks. bp. dr Gerard Bernacki wmurował kamień węgielny przywieziony przez poprzedniego księdza proboszcza z Ziemi Świętej, zaś 10 września 1995 roku poświęcił trzy nowe dzwony: Św. Andrzeja, Św. Rodziny i Św. Jerzego. 13 września 1997 r. ks. arcybiskup metropolita dr Damian Zimoń konsekrował nowy kościół Podwyższenia Krzyża Świętego. 13 maja 1998 roku poświęcono figurę MB Fatimskiej z drzewa cedrowego. 5 września 1999 roku poświęcono obraz Św. Maksymiliana Kolbe - Patrona Trudnych Czasów i Energetyków.